# هوغيورن
هوغيورن (بالإنجليزية: Hugihorn)‏ هو أحد جبال سلسلة جبال الألب البرنية وجزء من القمة الأم كلاين لاوتيرارورن يقع في كانتون برن، سويسرا. يبلغ ارتفاع الجبل حوالي 3647 متر، بينما يبلغ ارتفاع نتوء الجبل 82 متر.